# Erpetogomphus viperinus
Erpetogomphus viperinus es una libélula de la familia de las libélulas topo (Gomphidae). Es una especie endémica de México. Fue descrita por Calvert en el año de 1905.1

## Clasificación y descripción
Erpetogomphus es un género de libélulas principalmente neotropicales que se distribuyen desde el noroeste de Canadá hasta Colombia y Venezuela.1 El género está compuesto por 23 especies descritas, 18 de las cuales se encuentran en México, y de éstas, siete son endémicas: Erpetogomphus agkistrodon, E. boa, E. cophias, E. erici, E. liopeltis, E. sipedon y E. viperinus.1,2
Los machos de E. viperinus son muy similares a los de E. bothrops pero pueden diferenciarse por su color, en E. bothrops las áreas claras son de color verde pálido mientras que en E. viperinus estas son de color verde intenso, y por la presencia de un diente distal en los cercos de E. bothrops, mismo que está ausente en los de E. viperinus.1

## Distribución
Vive en el Estado de Veracruz, en México.1,3 Se encuentra en varios ríos en la vecindad tales como el Teocelo, Jalapa, Córdoba y Fortín de las Flores.

## Hábitat
Vive cerca de ríos de bosque mesófilo de montaña.1 La población actual de los individuos de la especie es desconocida.

## Estado de conservación
En México no se encuentra en ninguna categoría de riesgo. La Lista Roja de la IUCN (International Union for Conservation of Nature) la tiene catalogada como una especie de preocupación menor (Least Concern: LC)4.